# Иванишев, Николай Дмитриевич
Николай Дмитриевич Иванишев (5 [17] ноября 1811, Киев —1874) — российский юрист и историк, доктор юридических наук, заслуженный профессор, декан юридического факультета и ректор Императорского Киевского университета Св. Владимира (1862—1865). Действительный статский советник.

## Происхождение
Родился 5 (17) ноября 1811 года. Его отец, Дмитрий Александрович (1767—1820), был священником Киевского Успенского собора, а впоследствии — законоучителем в Киевской губернской гимназии; Николай был четвёртым ребёнком в семье. Род был внесён в 1-ю часть дворянской родословной книги Черниговской губернии. Его дед, Александр Николаевич, сначала был в военной службе: затем, став священником, был настоятелем Свято-Николаевской церкви в селе Парафиевка Борзнянского уезда, где в 1767 году у него родился сын Дмитрий, окончивший впоследствии Киевскую духовную академию и только на 39 году был рукоположен в священники — после женитьбы на дочери протоиерея Киево-Подольского Успенского собора Иосифа Сементовского, Елене. 

## Биография
После смерти отца был определён в 1821 году в Киевское уездное духовное училище, после которого учился в Киевской духовной семинарии, откуда в 1829 году, окончив класс философии, был переведён в восстановленный Главный педагогический институт в Петербурге. Был выпущен из философско-юридического факультета института 20 декабря 1835 года и в начале 1836 года отправлен за границу, для приготовления к профессорскому званию. Занимался в Берлине под руководством Савиньи. Но главными для него стали занятия в Праге, где он сошёлся с Палацким и особенно с Ганкой, под руководством которого занимался палеографией. После возвращения в Россию в конце 1838 года получил назначение в Киев — адъюнктом по юридическому факультету в Университет Святого Владимира и стал помощником ректора Неволина для преподавания русских государственных законов. Однако указом от 9 января 1839 года университет был временно закрыт и Иванишев не успел прочитать ни одной лекции. Был определён помощником М. А. Максимовича при визитации Черниговской и Новгород-Северской гимназий. После перемещения профессора С. О. Богородского на кафедру полицейских и уголовных законов, освободишаяся кафедра законов государственного благоустройства и благочиния была с 22 июня 1839 года поручена адъюнкту Иванишеву и 5 сентября он приступил к чтению лекций.
После защиты 30 июля 1840 года докторской диссертации «О плате за убийство в древнерусском и других славянских законодательствах, в сравнении с германской вирой», 14 августа Иванишев был выбран Советом Императорского Киевского университета Св. Владимира ординарным профессором по кафедре законов государственного благоустройства, но 25 ноября того же года министром был утверждён только экстраординарным профессором. Только спустя два года, после нового представления ректором университета, 18 декабря 1842 года он был утверждён министром ординарным профессором. По уставу 1863 года законы государственного благоустройства были преобразованы в науку полицейского права, лекции по которой Иванишев продолжал читать до своей отставки.
В 1849—1861 годах Иванишев был деканом юридического факультета. С марта 1862 года до 5 февраля 1865 года он был ректором университета. Одновременно, с 4 ноября 1844 по 24 сентября 1850 года он был инспектором в Киевском институте благородных девиц.
С 1860 года — действительный статский советник. В 1864 году Иванишев получил звание заслуженного профессора; в феврале 1865 года вышел в отставку.
Важную услугу исторической науке Иванишев оказал более чем 20-летней деятельностью в киевской археографической комиссии. Добывая путём сношений и поездок письменные памятники, Иванишев изыскивал способы для лучшего сохранения их, был душой издательской деятельности комиссии и совершил ряд замечательных раскопок. Он принимал участие в образовании в 1852 году Центрального архива при Киевском университете, в котором собрано для хранения 5 582 актовых книги и 454 979 отдельных экземпляров. Под его непосредственным наблюдением изданы комиссией 4 тома «Памятников», 3 тома «Летописи Величка», «Жизнь Курбского», «Летопись Грабянки» и почти все тома (до 1865) «Архива Юго-Западной России».
С 5 февраля 1865 по 1867 год Иванишев был членом (некоторое время и её председателем) юридической комиссии в Варшаве; настаивал на введении в Польше судебных уставов империи. В это время он в течение года был в командировке (с 01.08.1866 по 01.08.1867) — «для пополнения недостатка практических сведений в судопроизводстве»; изучал судебную практику в Берлине и особенно в Париже, где посещал лекции юридического факультета университета и законодательное собрание и суды. После командировки он подал прошение об отставке и в мае 1867 года вернулся в Киев, где уединился не только от общества, но и от своей семьи. После семи лет затворнической кабинетной жизни, 14 (26) октября 1874 года он скончался. 
Главные труды его: «Древнее право чехов» («Журнал Министерства Народного Просвещения», т. XXX, 1838); «Об идее личности в древнем праве богемском и скандинавском» (ib., ч. XXXVI, 1841); «О древних сельских общинах в юго-западной Руси» («Русская Беседа», 1857); «Сведения об унии» («Русская Беседа», 1858); «Постановления дворянских провинциальных сеймов в юго-западной России» (Киев, 1860).
Был награждён орденами: Св. Анны 3-й (1847) и 2-й (1851: императорская корона к ордену — 1856) ст., Св. Владимира 3-й ст. (1862)